# Die Braut des Magiers
Die Braut des Magiers (japanisch 魔法使いの嫁 Mahō Tsukai no Yome) ist ein Fantasy-Manga von Kore Yamazaki. Die Serie wird in Japan von Mag Garden in deren Magazin Monthly Comic Garden veröffentlicht und in Deutschland vom Tokyopop-Verlag verlegt.
Die Reihe handelt von dem jungen Mädchen Chise, welche von dem Magier Elias bei einer Auktion gekauft wird und fortan bei diesem wohnt und in Magie unterrichtet wird.

## Handlung
Die 15-jährige Japanerin Chise wird nach dem Selbstmord ihrer Mutter immer wieder von verschiedenen Verwandten aufgenommen und weitergereicht, bis sie sich schließlich selbst als Sklavin verkauft, in der Hoffnung, an einem Ort zu landen, wo man sie nicht wieder wegschickt. Bei einer Auktion wird sie von Elias Ainsworth ersteigert. Dieser mit seiner großen Gestalt und dem Tierschädel monströs anmutende Magier will sie als sein Lehrling bei sich aufnehmen und sie in Magie unterrichten. Chise ist, wie sich herausstellt, eine Slay Vega (夜の愛し仔 Surei Bega, „Geliebtes Kind der Nacht“) – ein Mensch mit besonderen magischen Fähigkeiten. Diese unkontrollierten Fähigkeiten waren auch der Grund für die Todesfälle in ihrer Familie und dass sie niemand aufnehmen wollte. Da sie über kurz oder lang sterben muss, wenn sie nicht lernt, diese Kräfte zu kontrollieren, geht sie bei Elias in die Lehre und lebt mit ihm und seiner Haushälterin Silky, einer Banshee, zusammen in Großbritannien. Elias zeigt bald, dass er nicht nur an Chise als Lehrling, sondern auch als junge Frau interessiert ist, und nennt sie seine zukünftige Braut. Doch ihr Verhältnis bleibt noch unbestimmt, während sie sich langsam besser kennenlernen.
Chise lernt die Elfen des Waldes kennen, die in der Umgebung von Elias’ Haus leben. Sie wollen Chise wegen ihrer besonderen Kräfte am liebsten in ihr Reich entführen, zeigen sich aber immer wieder auch als hilfreiche Wesen. Auch viele andere magische Wesen fühlen sich zu Chise hingezogen. Gemeinsam mit Elias besuchen sie den Magier Lindel, der das Land der Drachen hütet. Es ist einer der letzten Rückzugsorte der Drachen, wo sie sich vor den Menschen verstecken können. Hier fertigt sich Chise bei einem zweiten Besuch auch ihren Zauberstab aus dem Ast eines Baumes, der aus einem gestorbenen Drachen gewachsen ist.
Elias wird als Magier immer wieder mit Aufgaben betraut, die übernatürliche Vorfälle betreffen. Diese kommen oft von Pfarrer Simon der lokalen Gemeinde, der Elias für die Kirche überwacht. Bei einem dieser Aufträge treffen Elias und Chise auf einen Schwarzen Hund, der das Grab seiner Liebsten bewacht. Er wird von Chise aufgenommen und als Ruth ihr ständiger, magisch mit ihr verbundener Begleiter, der auch Menschengestalt annehmen kann. Bei einem anderen Auftrag treffen die beiden auf den Zauberer Renfred und seinen Lehrling Alice. Sie kämpfen gegeneinander und Renfred verabscheut Magier, doch sie gehen schließlich in Respekt auseinander. Später freunden sich Alice, die von ihrem Meister sehr fürsorglich behandelt wird, und Chise miteinander an. Eine weitere Freundin, die Chise findet, ist Stella aus dem nahen Dorf, deren Bruder sie aus einem Fluch retten. Und auch die magische Handwerkerin und alte Bekannte Elias’ Angelica Varley fasst Chise schnell ins Herz und will sie unterstützen. Andere magische Wesen in Elias Umfeld neiden ihm die Slay Vega, wollen sie verführen und für sich gewinnen und versuchen, Streit zwischen den beiden zu säen. Darunter der unsterbliche, nach einem neuen Körper suchende Cartaphilus.
Über Elias’ Vergangenheit lernt Chise von Lindel, dass Elias einst ohne Erinnerung an seine Vergangenheit im Wald aufgegriffen und von da an aufgenommen und in Magie unterrichtet wurde. Doch als Wesen, das kein Mensch und auch keine Fee ist, ist er seiner selbst unsicher und oft unwissend über das Leben der Menschen und der Feen gleichermaßen. Auch gegenüber Chise verhält er sich immer wieder wie ein unsicheres, noch lernendes Kind und erkor sie daher auch als die, die ihm die Welt und die Gefühle der Menschen näherbringen soll. Chise will sich dieser Aufgabe annehmen, während sie von ihm die Magie erlernt. Oft bereitet ihr die Kontrolle ihrer Kräfte Probleme und sie schadet sich selbst, auch wenn Ruth und ihr Zauberstab ihr eine Hilfe sind. Als Cartaphilus Drachen aus dem Land der Drachen entführen lässt, will Chise diese befreien. Gemeinsam mit Elias und Ruth gelingt ihr das, jedoch nicht ohne sich erneut überanstrengt zu haben. Darüber hinaus wurde sie vom in Wut geratenen Drachen verflucht. Um den Fluch loszuwerden, planen Ruth und Elias heimlich, Stella zu opfern. Als Chise das erfährt, läuft sie davon und in die Arme von Cartaphilus. Der verspricht ihr die Erlösung vom Fluch, wenn er dafür etwas von ihren Kräften erhält. Cartaphilus, oder Joseph, wie er sich selbst nennt, wurde von Gott verflucht ewig zu leben, nachdem er Gottes Sohn beleidigt hat, und ist verzweifelt auf der Suche nach neuen Körpern oder einem Weg, seinen Verfall aufzuhalten. Doch Elias und alle Freunde kommen, um Chise vor der Verbindung mit Cartaphilus zu bewahren. Sie können seine Magie besiegen. Schließlich geben sie Cartaphilus bei Elias’ Haus einen Ort, an dem er seinen Frieden finden kann, während Chise Elias vergibt und ihm einen Heiratsantrag macht.

## Manga
Der Manga wurde in Japan zuerst vom 30. November 2013 (Ausgabe 1/2014) bis 30. Juli 2014 (Ausgabe 9/2014) im Magazin Monthly Comic Blade veröffentlicht. Nach dessen Umstellung auf ein reines Onlinemagazin, wechselte der Manga zum 5. September 2014 (Ausgabe 10/2014) in das Schwestermagazin Monthly Comic Garden. Der Verlag Mag Garden brachte die Kapitel auch in bisher 22 Sammelbänden (Tankōbon) heraus (Stand: April 2025), von denen sich der sechste über 270.000-mal verkaufte. Dem fünften Band war eine CD mit einem Hörspiel beigelegt.
In Deutschland erscheint der Manga seit Oktober 2015 in regelmäßigen Abständen beim Tokyopop-Verlag, bisher mit 20 Bänden (Stand April 2025). Außerdem wurde er ins Spanische, Englische, Russische, Polnische und Chinesische übersetzt. 2017 wurde Die Braut des Magiers als „Bester Manga“ mit dem PENG!-Comicpreis ausgezeichnet.
In Japan erschien auch das Guidebook Mahō Tsukai no Yome – Merkmal, das im Juni 2018 als Die Braut des Magiers – Merkmal auch auf Deutsch herauskam.

## Anime
2016 produzierte Wit Studio ein dreiteiliges Prequel unter dem Namen Mahō Tsukai no Yome: Hoshi Matsu Hito (魔法使いの嫁 星待つひと) als Original-Video-Animation-Reihe, die die Ereignisse vor dem Manga erzählen. Geschrieben wurden die OVAs von Kore Yamazaki selbst, produziert wurde der Anime von Norihiro Naganuma. Für das Charakterdesign ist Hirotaka Katō verantwortlich, Bamboo für die Hintergründe. Die Musik wird von Junichi Matsumoto komponiert, produziert wird sie von Flying Dog. Vertrieben wird die OVA-Reihe von Shochiku. Mit Untertiteln sind die OVAs unter dem Titel The Ancient Magus’ Bride: Those Awaiting a Star auf der Plattform Crunchyroll verfügbar.
Vom 8. Oktober 2017 bis 25. März 2018 lief nach Mitternacht (und damit am vorigen Fernsehtag) eine 24-teilige Fernsehserie auf Tokyo MX, sowie mit bis zu einer Woche Versatz auch auf Mainichi Hōsō, AT-X, TV Aichi, TV Saitama, Chiba TV, BS11 und Hokkaidō Hōsō. Deutsch untertitelt wurde sie ebenfalls unter dem Titel The Ancient Magus’ Bride beim Anbieter Crunchyroll im Simulcast angeboten. Crunchyroll bestellte für die Serie und die OVA eine deutsche Synchronisation, welche am 15. Januar 2019 auf der Plattform veröffentlicht wurde. Anfang Februar 2019 wurde angekündigt, dass Kazé Deutschland sich die Rechte an der Disc-Veröffentlichung der Animeserie und der dreiteiligen OVA für den deutschsprachigen Raum sichern konnte.
Am 9. März 2021 wurde bekanntgegeben, dass der Anime eine Fortsetzung in Form einer dreiteiligen Original Video Animation erhalten werde, welche mit den Bändern 16 bis 18 der Mangareihe erscheinen. Dabei erhält das Projekt eine eigenständige Handlung. Das Projekt wird im Studio Kafka realisiert.

### Synchronisation
| Rolle           | Japanische Stimme | Deutsche Stimme       |
| --------------- | ----------------- | --------------------- |
| Chise Hatori    | Atsumi Tanezaki   | Franciska Friede      |
| Elias Ainsworth | Ryōta Takeuchi    | Achim Buch            |
| Silky           | Aya Endō          | Julia Fölster         |
| Ruth            | Kōki Uchiyama     | Jacob Weigert         |
| Lindel          | Daisuke Namikawa  | Martin May            |
| Alice           | Mutsumi Tamura    | Katharina von Keller  |
| Cartaphilus     | Ayumu Murase      | Jonas Minthe          |
| Ariel           | Ami Naitou        | Daniela Reidies       |
| Aschenauge      | Jouji Nakata      | Jürgen Holdorf        |
| Chika Hatori    | Kikuko Inoue      | Manuela Bäcker        |
| Frühlingsgöttin | Shion Shimizu     | Nina Witt             |
| Hazel           | Hiroki Matsukawa  | Timo Kinzel           |
| Oberon          | Kappei Yamaguchi  | Patrick Bach          |
| Spriggan        | Hiroki Yasumoto   | Joachim Kretzer       |
| Titania         | Sayaka Oohara     | Kristina von Weltzien |
| Yuuki Hatori    | Shinji Kawada     | Timo Kinzel           |

### Musik
Der Soundtrack stammt von Jun’ichi Matsumoto. Bei der OVA wurde als Titellied Clockwork Quick and Lightning Slow verwendet, dass von Chris Mosdell getextet, von Riuto Ōmori komponiert und von Julia Shortreed gesungen wurde.
Die Fernsehserie verwendete in den ersten 12 Folgen im Vorspann Here (Text: Yūho Iwasato, Melodie: Yūsuke Shirato) gesungen von Junna und im Abspann Wa -Cycle- (Text: Kōko Komine, Melodie: Tomohiko Kira) gesungen von Hana Itoki. Bei den restlichen Folgen wurde im Vorspann You (Text: Yūho Iwasato, Melodie: Ryōta Nakano) gesungen von May’n und im Abspann Tsuki no Mō Hanbun (月のもう半分; Text: Yūho Iwasato, Melodie: Yūsuke Shirato) gesungen von Aiki & Akino from Bless4. In der letzten Folge wurde zum Abschluss jedoch The Legend of “The Ancient Magus Bride” verwendet, dass von Jun’ichi Matsumoto komponiert und von Jessica getextet und gesungen wurde. Innerhalb der Folgen kamen noch weitere Stücke zum Einsatz wie Liberala (リベロアーラ Riberoāra) von Miu Sakamoto in Folge 3, Kimi no Yukue (君の行方) gesungen von Kocho in Folge 5, Seirei no Mai – Dance of the Spirit (精霊の舞 〜Dance of the Spirit) von Kokia in Folge 6, Anno Domini (アンノドミニ) gesungen von Hibiki Kitajō in Folge 8, Iruna Etelero (イルナ エテルロ Iruna Eterero) gesungen von Daichi Takenaka in den Folgen 11 und 12, Rose von Kaco in Folge 14, Hanakazoe (花数え) von Akino Arai in den Folgen 18 und 24, sowie Story von Kotringo in Folge 22.